# Епархия Барейли
Епархия Барейли (лат. Dioecesis Bareillensis) — епархия Римско-Католической церкви c центром в городе Барейли, Индия. Епархия Барейли входит в митрополию Агры. Кафедральным собором епархии Барейли является церковь святого Альфонса.

## История
19 января 1989  года Римский папа Иоанн Павел II выпустил буллу Indorum inter gentes, которым учредил епархию Баррейли, выделив её из епархии Лакхнау.

## Ординарии епархии
- епископ Антоний Фернандес (19.01.1989 – 11.07.2014);
- епископ Ignatius D'Souza (11.07.2014 – по настоящее время).

## Источник
- Annuario Pontificio, Libreria Editrice Vaticana, Città del Vaticano, 2003, ISBN 88-209-7422-3